# Cyclamen rohlfsianum
Cyclamen rohlfsianum är en viveväxtart som beskrevs av Paul Friedrich August Ascherson. Cyclamen rohlfsianum ingår i släktet cyklamensläktet, och familjen viveväxter. Inga underarter finns listade i Catalogue of Life. Hos denna cyklamen sticker pistill och ståndare ut i en tätt hophållen grupp, vilket arten är ensam om i släktet. En liknande anpassning till pollinatörer finns hos Dodecatheon. C. rohlfsianum växer vilt i norra Libyen och blommar i september-november.
Knölen hos C. rohlfsianum kallas lokalt (AL-Jabal AL-Akdar-regionen) för "rakf" och har använts i folkmedicin och vid ystning.

## Bildgalleri

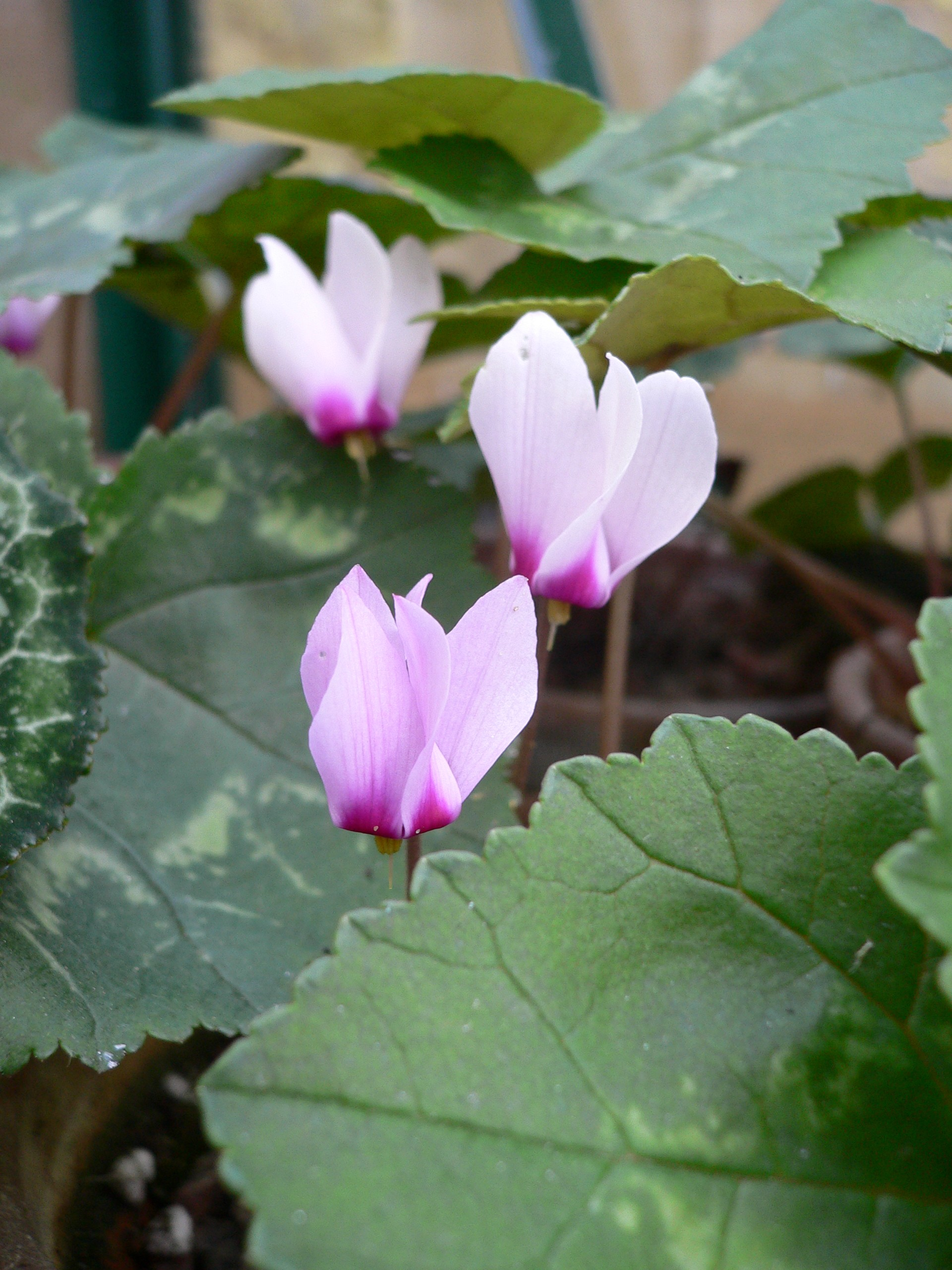
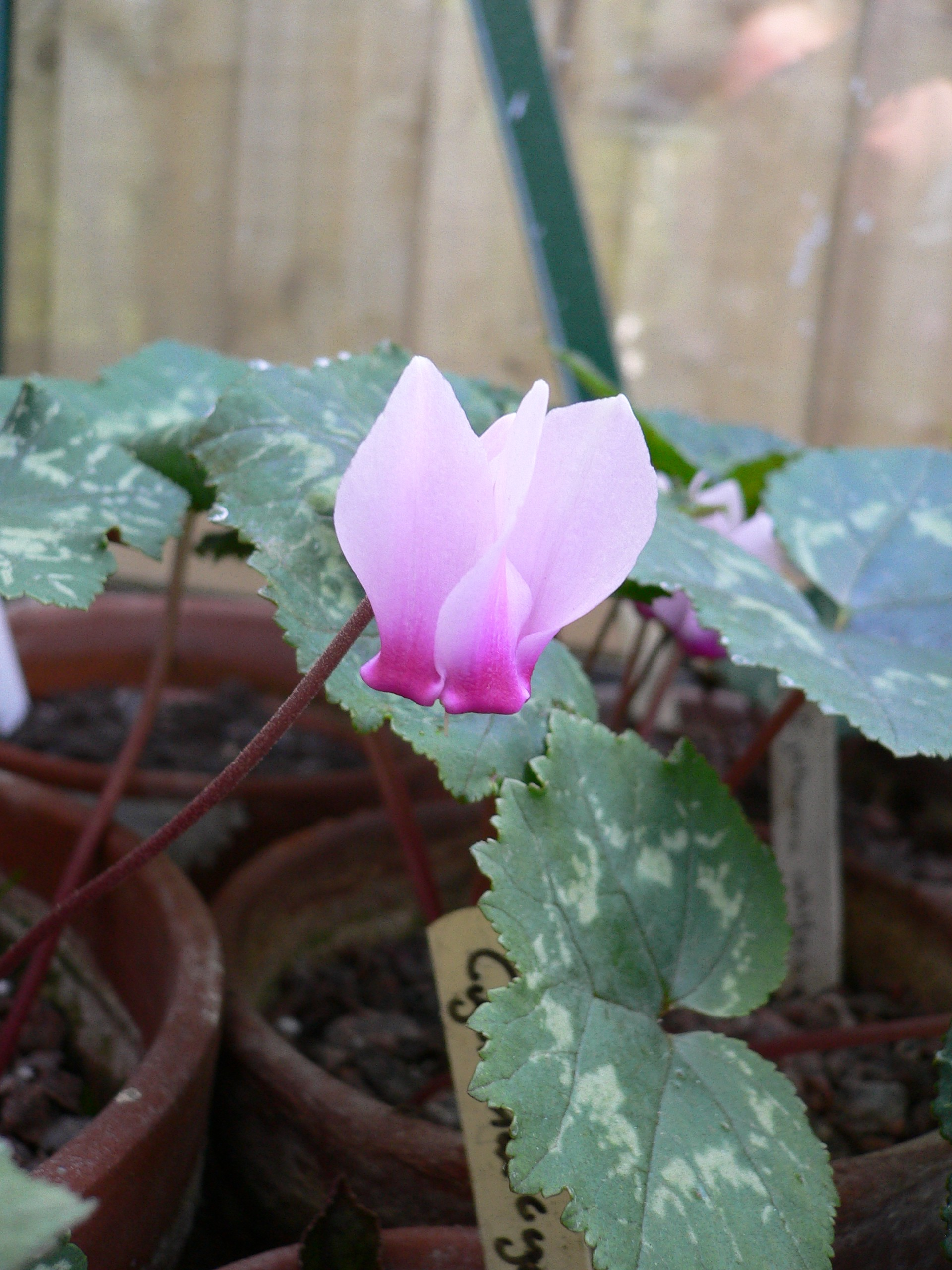
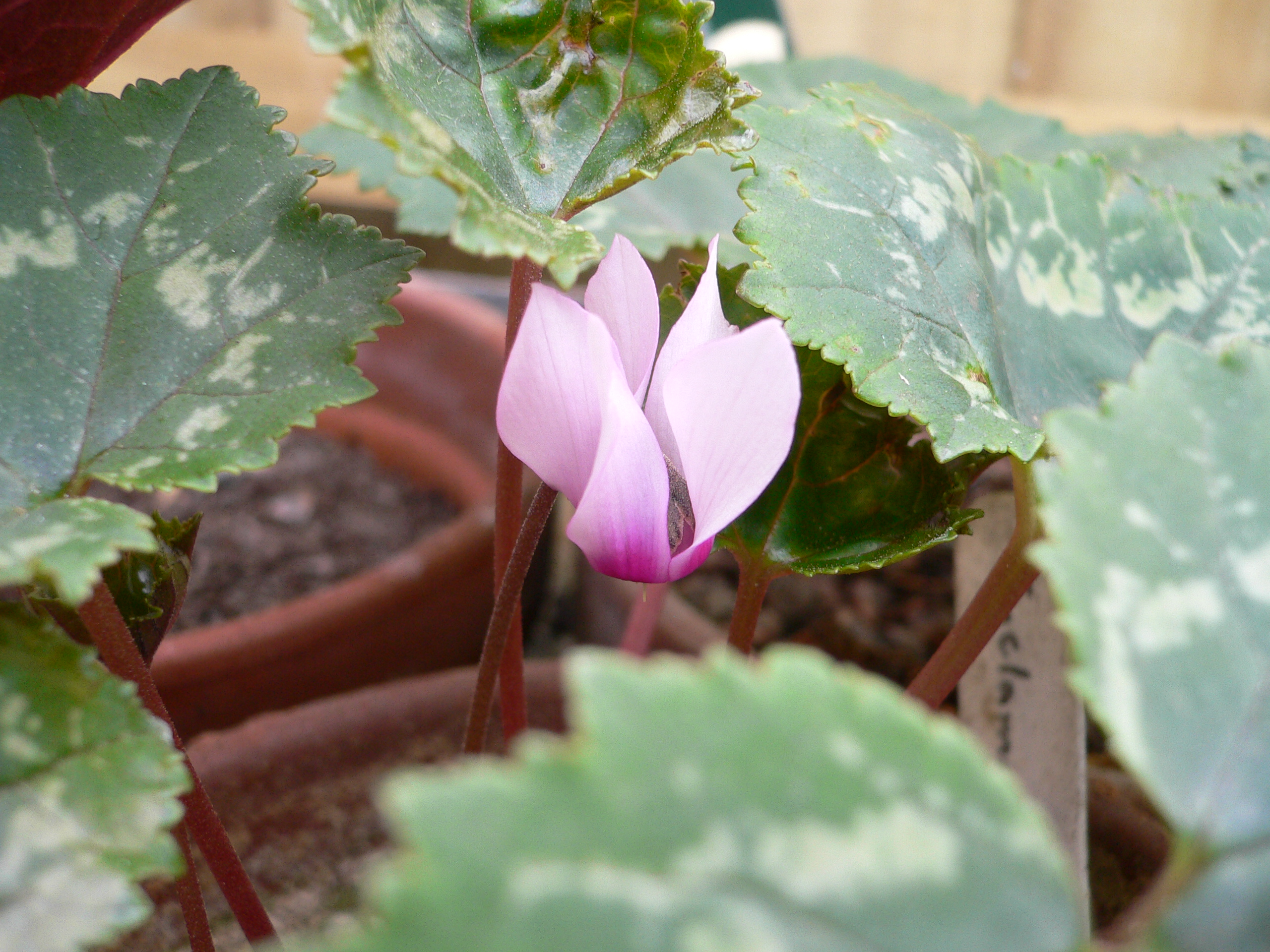
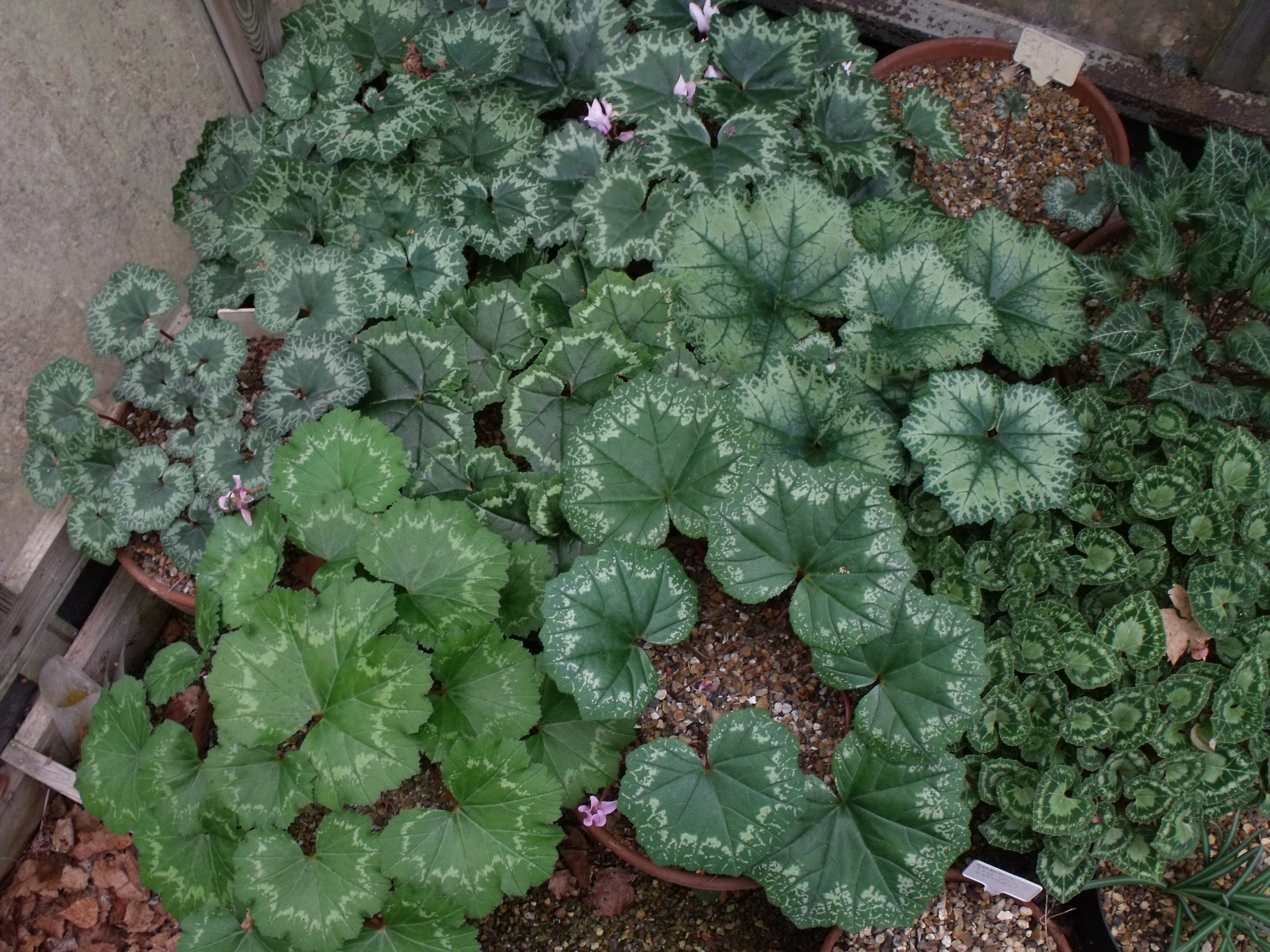
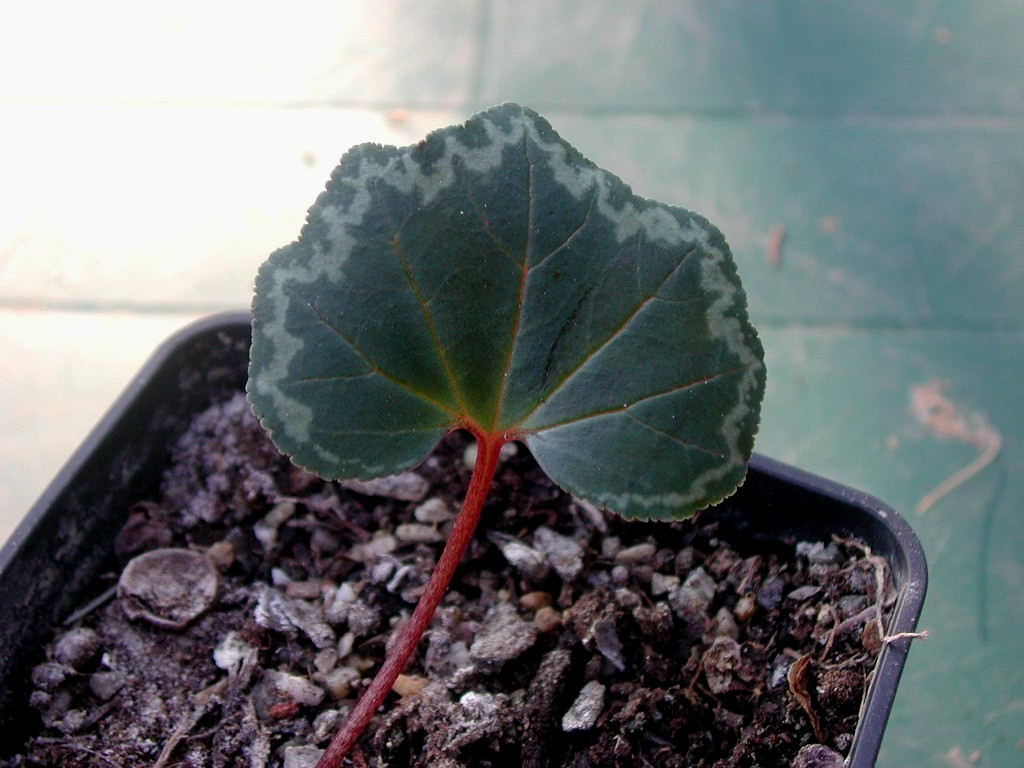